# Hajóraj
A hajóraj (latinul flottilla) kisebb hajók, hadihajók csoportja, amely része lehet egy nagyobb flottának.
Egy flottilla általában hasonló osztályú hajókból áll, mint a fregattok, rombolók, torpedó-hajók, tengeralattjárók, aknaszedők. A hajórajt több részre is bonthatják, mindegyik külön parancsnokkal. Az így létrehozott csoport gyakran állandó formációt alkothat.
A modern hajózásban már nem csak haditengerészeti jelentése van, használható magán-, kereskedelmi vagy turisztikai célra használt hajók kisebb csoportjára is.
A hajórajban a hajók száma nincs számszerűsítve, ez a teljes hajóállomány arányában alakul ki.

## Fordítás
- Ez a szócikk részben vagy egészben  a   Flotilla című angol Wikipédia-szócikk ezen változatának fordításán alapul.  Az eredeti cikk szerkesztőit annak laptörténete sorolja fel. Ez a jelzés csupán a megfogalmazás eredetét és a szerzői jogokat jelzi, nem szolgál a cikkben szereplő információk forrásmegjelöléseként.